# チャットルーレット
チャットルーレット（英: Chatroulette）は、無作為に抽出された利用者同士がビデオチャットを行うWebサービスである。

## 概要
ロシア連邦・モスクワ在住の17歳の高校生、アンドレイ・テルノフスキー（Andrey Ternovskiy）によって、2009年11月に作成された。
サービスを開発した理由はスカイプに飽きたから。開設当初は友人の間で利用されており利用者数も300人程度だったが、2010年2月時点では一晩で2万人からの接続を稼いでいる。
Google Zeitgeistで、2010年の急上昇ワード1位に選ばれている。

## 問題点
無料で利用出来るためマナーを守らないユーザーも多く存在する。
中には、下半身を露出させてWebカメラに写すなどわいせつ目的で利用するものも多い。